# Kandelaberlinde

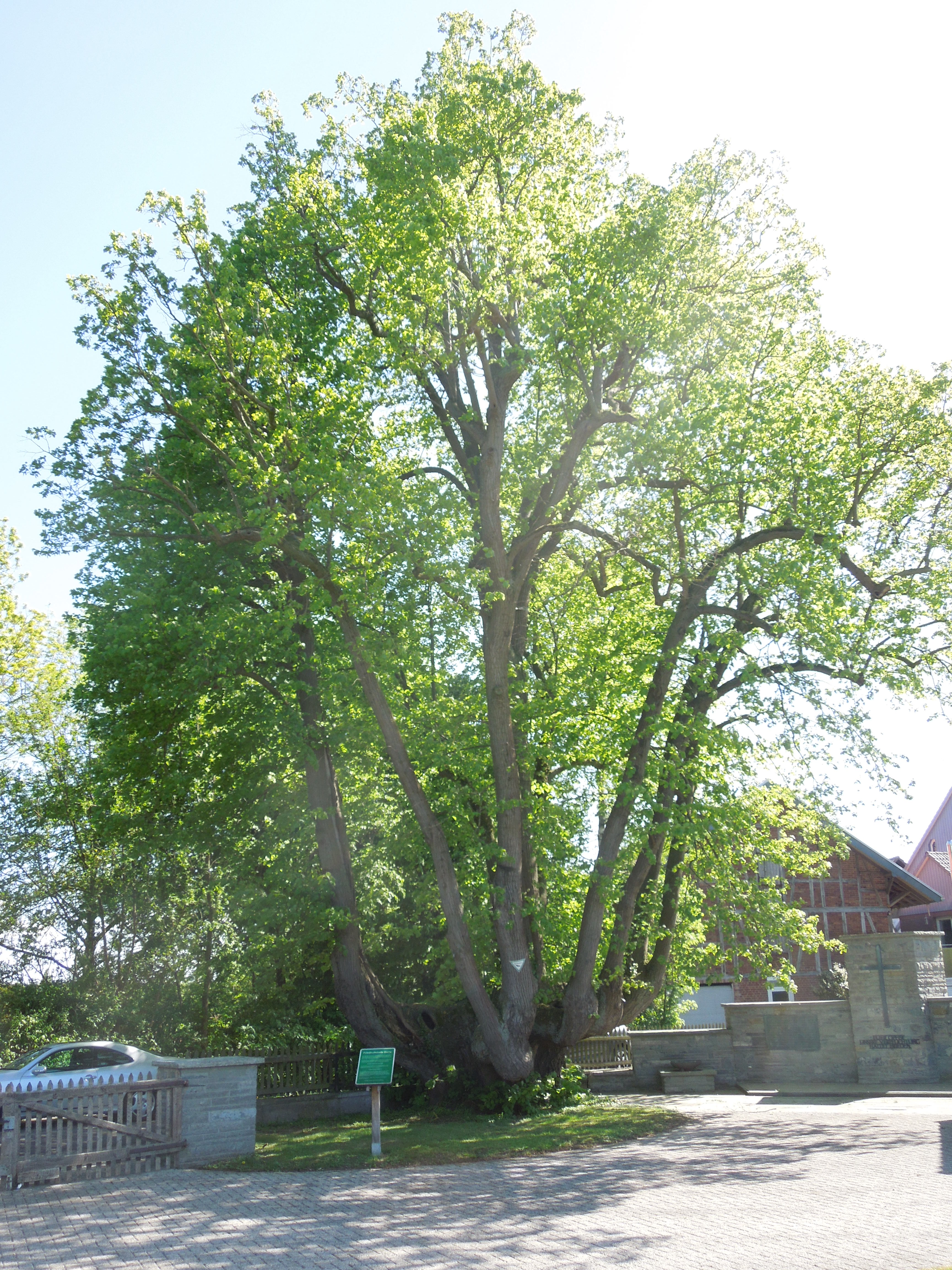
Die Kandelaberlinde auf dem Friedhof in Dorla (Mai 2015)

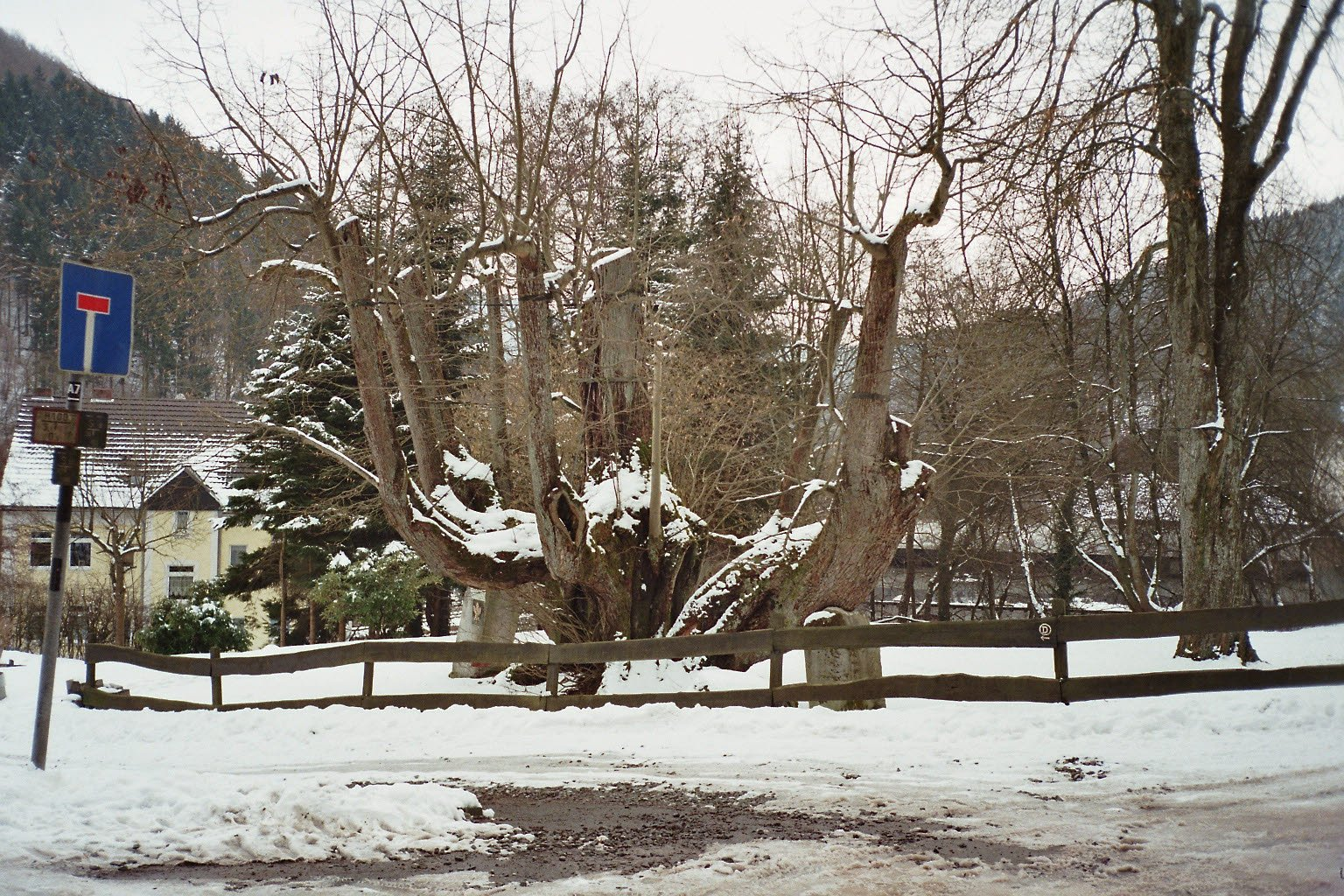
Die Priorlinde in Hagen-Priorei

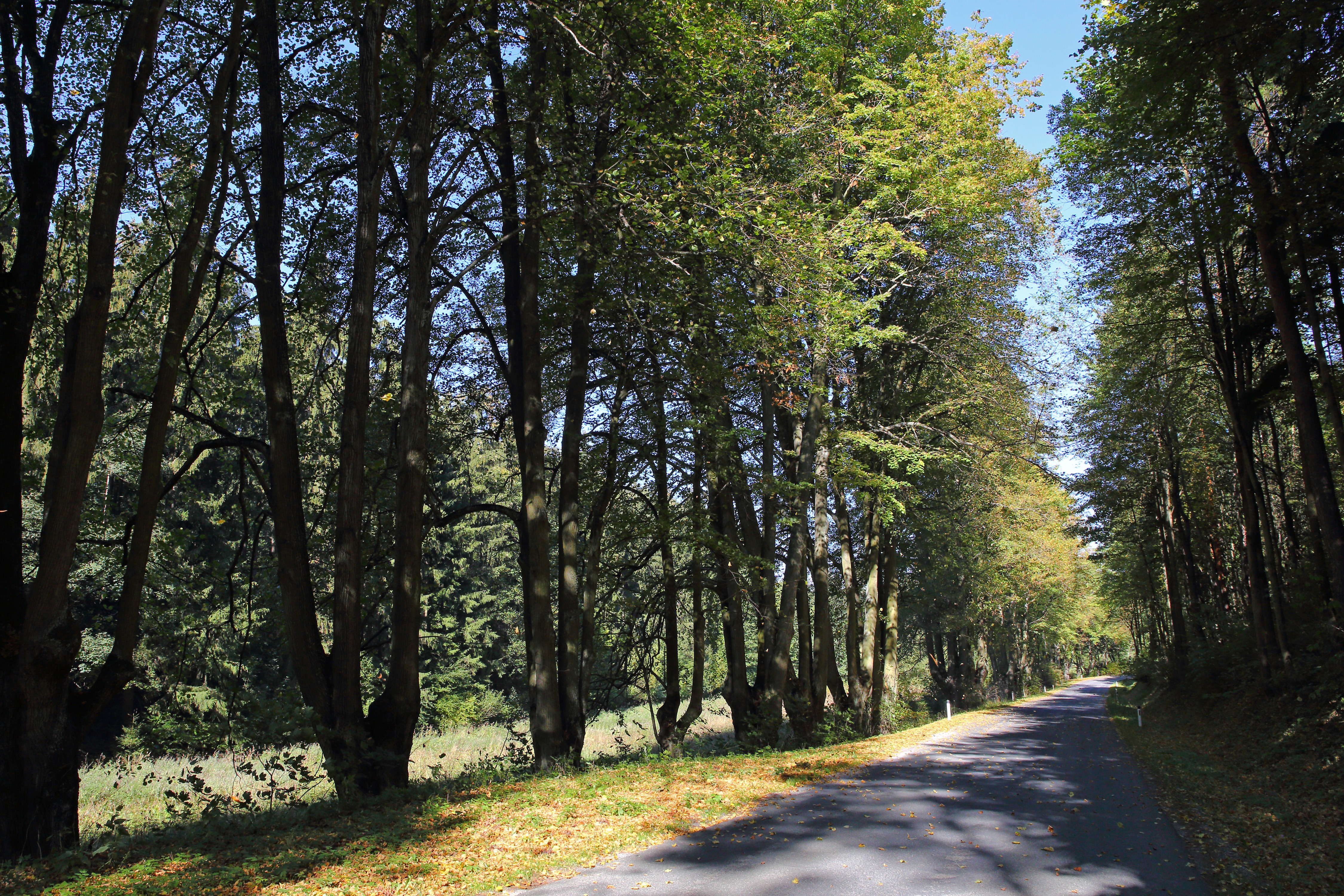
Die Lindenallee im Thumeritzer Sasswald (Geras)

Eine Kandelaberlinde ist eine Linde, deren Form an einen Armleuchter (Kandelaber) erinnert.
Ihre Hauptäste breiten sich in einer Höhe von bis zu zwei Metern waagerecht aus und wachsen dann wie die Arme eines Kandelabers senkrecht nach oben.

## Bekannte Kandelaberlinden (Auswahl)
Bekannte Kandelaberlinden sind die inzwischen gefällte Kandelaber-Linde von Dorla und die Priorlinde in Priorei. Die in Breckerfeld stehende Kanderlaberlinde ist ein ausgewiesenes Naturdenkmal.
Eine aus 35 Kandelaberlinden bestehende Allee in der Gemeinde Geras wurde 1958 zum Naturdenkmal erklärt.